# Charles Simic
Charles Simic, właśc. Dušan Simić (serb. Душан Симић, ur. 9 maja 1938 w Belgradzie, zm. 9 stycznia 2023 w Dover) – serbsko-amerykański poeta, współwydawca „Paris Review”. Zdobywca Nagrody Pulitzera w dziedzinie poezji w 1990 roku za tomik The World Doesn't End: Prose Poems, był również finalistą tego samego konkursu w 1986 roku (Selected Poems, 1963–1983) oraz w 1987 z Unending Blues. Laureat Międzynarodowej Nagrody Literackiej im. Zbigniewa Herberta 2014.

## Życiorys

### Wczesne lata
Urodził się w Belgradzie, wówczas stolicy Królestwa Jugosławii. Jak mówił sam Charles Simic, dorastanie jako dziecko w Europie rozproszonej przez wojnę ukształtowało jego światopogląd. W wywiadzie dla „Cortland Review” powiedział: „Bycie jedną z miliona wysiedlonych osób nieodwracalnie się na mnie odbiło. W dodatku do mojej własnej małej historii nieszczęścia słyszałem wiele innych. Wciąż jestem zdumiony podłością i głupotą, jakiej byłem świadkiem w moim życiu". W wieku 16 lat (1954) Simic wraz ze swoją rodziną wyemigrował do Stanów zjednoczonych. Dorastał w Chicago, studiował na Uniwersytecie Nowojorskim. Otrzymał tytuł profesor emeritus literatury amerykańskiej i pisania kreatywnego na Uniwersytecie w New Hampshire. Mieszkał na wybrzeżu Bow Lake w Strafford, New Hampshire.

### Kariera
Zaczął wyrabiać sobie nazwisko we wczesnych latach 70. jako minimalista, pisząc zwięzłe, imagistyczne wiersze. Krytycy określali je jako „ściśle skonstruowane chińskie pudełka z zagadkami”. Simic twierdził: „Słowa kochają się na stronie jak muchy w letnim skwarze, a poeta jest jedynie zdezorientowanym obserwatorem”. Poruszał tak różne tematy jak jazz, sztuka czy filozofia. Był tłumaczem, eseistą i filozofem, rozważającym kwestie dotyczące współczesnej poezji amerykańskiej.
Był jednym z jurorów na edycji konkursu Griffin Poetry Prize w 2007 roku; ponadto współpracował z „The New York Review of Books” w zakresie prozy i poezji. Został wyróżniony nagrodą Wallace Stevens Award o wartości 100 000 USD w 2007 roku, przyznawaną przez Akademię Poetów Amerykańskich. W 2014 roku odebrał Międzynarodową Nagrodę Literacką im. Zbigniewa Herberta przyznawaną przez Fundację im. Zbigniewa Herberta.

## Twórczość
- 1967: What the Grass Says
- 1969: Somewhere among Us a Stone is Taking Notes
- 1971: Dismantling the Silence
- 1972: White
- 1974: Return to a Place Lit by a Glass of Milk
- 1976: Biography and a Lament
- 1977: Charon's Cosmology
- 1978: Brooms: Selected Poems
- 1978: School for Dark Thoughts
- 1980: Classic Ballroom Dances
- 1982: Austerities
- 1983: Weather Forecast for Utopia and Vicinity
- 1985: Selected Poems, 1963–1983
- 1986: Unending Blues
- 1989: Nine Poems
- 1989: The World Doesn't End: Prose Poems
- 1990: The Book of Gods and Devils
- 1992: Hotel Insomnia, Harcourt
- 1994: A Wedding in Hell: Poems
- 1995: Frightening Toys
- 1966: Walking the Black Cat: Poems
- 1999: Jackstraws: Poems
- 2000: Selected Early Poems
- 2001: Night Picnic
- 2003: The Voice at 3:00 A.M.: Selected Late and New Poems
- 2004: Selected Poems: 1963-2003, 2004
- 2005: Aunt Lettuce, I Want to Peek under Your Skirt
- 2005: My Noiseless Entourage: Poems
- 2006: Monkey Around
- 2008: 60 Poems
- 2008: That Little Something: Poems
- 2008: Monster Loves His Labyrinth
- 2008: Army: Memoir. In preparation
- 2010: Master of Disguises